# Rodrigo Freitas
Rodrigo dos Santos de Freitas, noto semplicemente come Rodrigo Freitas (Salvador, 17 giugno 1998), è un calciatore brasiliano, difensore del Mafra.

## Caratteristiche tecniche
È un difensore centrale.

## Carriera
Cresciuto nel settore giovanile del San Paolo, nel 2019 è stato ceduto in prestito al Portimonense. Ha esordito in campionato il 19 agosto 2019 disputando l'incontro vinto 2-1 contro il Tondela.

## Statistiche
Statistiche aggiornate al 26 ottobre 2019.

### Presenze e reti nei club
| Stagione        | Squadra         | Campionato      | Campionato | Campionato | Coppe nazionali | Coppe nazionali | Coppe nazionali | Coppe continentali | Coppe continentali | Coppe continentali | Altre coppe | Altre coppe | Altre coppe | Totale | Totale | Totale |
| Stagione        | Squadra         | Comp            | Pres       | Reti       | Comp            | Pres            | Reti            | Comp               | Pres               | Reti               | Comp        | Pres        | Reti        | Pres   | Reti   |        |
| --------------- | --------------- | --------------- | ---------- | ---------- | --------------- | --------------- | --------------- | ------------------ | ------------------ | ------------------ | ----------- | ----------- | ----------- | ------ | ------ | ------ |
| 2019-2020       | Portimonense    | PL              | 4          | 0          | CP+CdL          | 0+2             | 0               |                    | -                  | -                  |             | -           | -           | 6      | 0      |        |
| Totale carriera | Totale carriera | Totale carriera | 4          | 0          |                 | 2               | 0               |                    | -                  | -                  |             | -           | -           | 6      | 0      |        |